# 如意

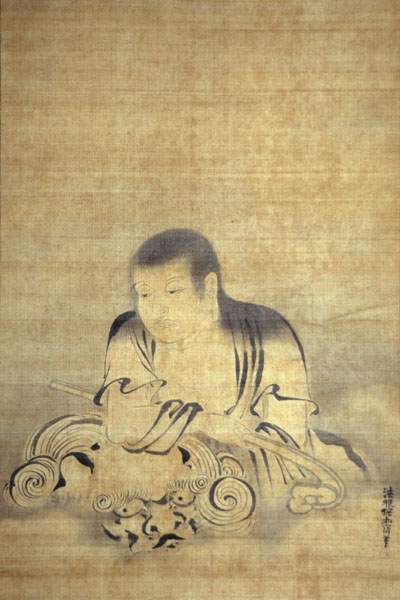
如意を手にした稚児文珠像

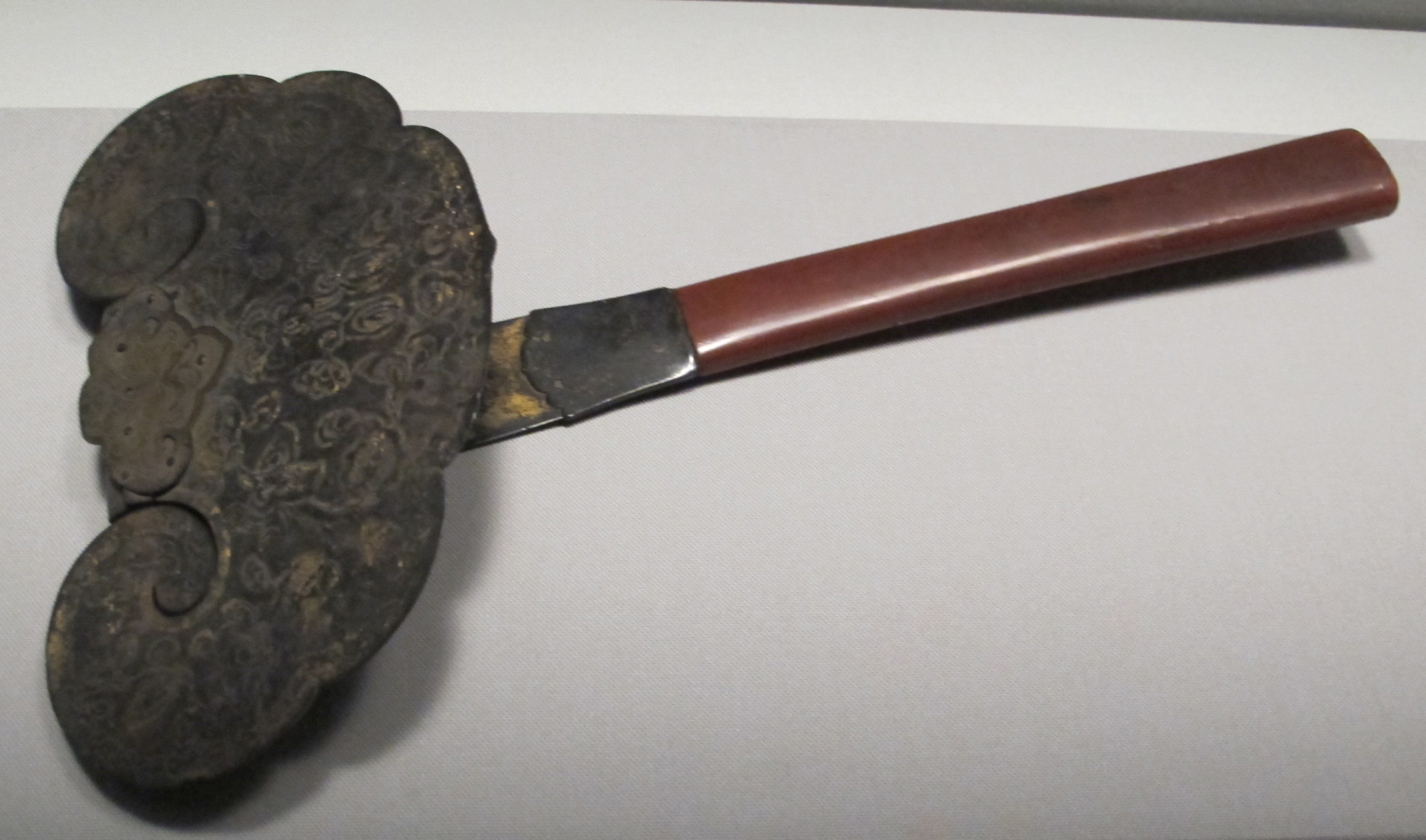
如意（東京国立博物館蔵、法隆寺献納宝物）平安時代

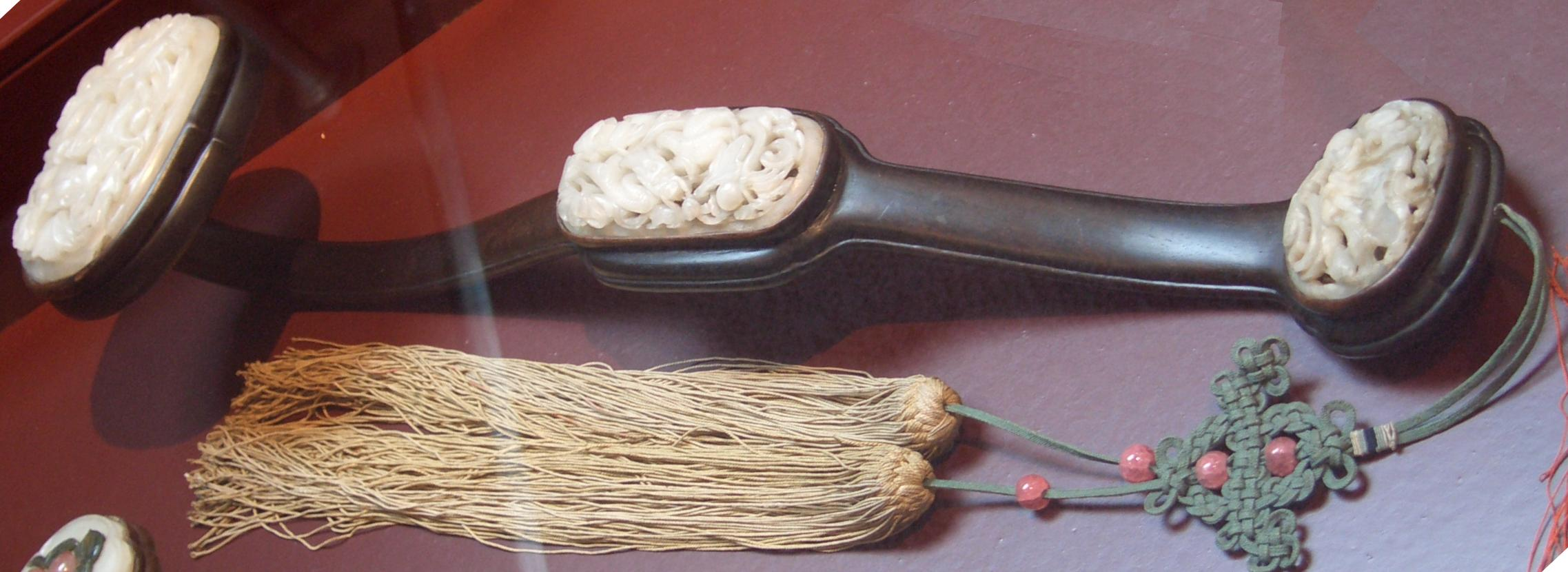
18世紀に清で作られた如意

如意（にょい）は、僧が読経や説法の際などに手に持つ道具。孫の手のような形状をしており、笏と同様に権威や威儀を正すために用いられるようになった。
「如意」とは「思いのまま」の意味。本来は孫の手の様に背中を掻く道具で、意の如く（思いのままに）痒い所に届くので、如意と呼ぶ。